# Кропотово (Брянська область)
Кропотово (рос. Кропотово) — село у Брасовському районі Брянської області Росії. Входить до складу муніципального утворення Сниткінське сільське поселення.
Населення — 61 особа.
Розташоване за 4 км на північний схід від села Сниткіно.

## Історія
Згадується з 1620-х рр. в складі Брасовського стану Комарицької волості, як село з храмом Різдва Богородиці (будівля збереглася, храм діє). З 1741 року — володіння Апраксиних.
У 1778-1782 рр. входило в Луганський повіт, потім до 1929 в Севському повіті (з 1861 року — у складі Добрицької волості, з 1880-х рр. в Апраксинській (Брасовській) волості). У 1875 році була відкрита земська школа.
З 1929 року в Брасовського районі. До 1961 було центром Кропотовської сільради.

## Населення
За найновішими даними, населення — 61 особа (2013).
У минулому чисельність мешканців була такою:
| Роки      | 1858 | 1866 | 1894 | 1897 | 1926 | 1979 | 1989 | 2002 | 2010 |
| --------- | ---- | ---- | ---- | ---- | ---- | ---- | ---- | ---- | ---- |
| Населення | 506  | 658  | 889  | 921  | 1180 | 330  | 214  | 130  | 76   |